# Hlávkova kolej
Hlávkova kolej je vysokoškolská kolej ČVUT nacházející se v Praze 2 na Novém Městě. Nese název po svém zakladateli mecenáši Josefu Hlávkovi, který tuto stavbu nechal zbudovat zejména pro nemajetné studenty s výbornými studijními výsledky. Autorem projektu byl architekt Josef Fanta a byla postavena mezi léty 1902 až 1904 firmou Matěje Blechy. V koleji pobýval Jan Opletal a tato kolej byla jedna z kolejí, kde jednotky německé Ordnungspolizei a SS během Uzavření českých vysokých škol 17. listopadu 1939 zatýkaly studenty k transportům do koncentračního tábora Sachsenhausen. Památkově chráněna je od roku 1958 a 23. listopadu 2019 byla prohlášena za národní kulturní památku.

## Historie
Josef Hlávka vystudoval architekturu a později začal podnikat ve stavebnictví. Velmi zbohatl a začal podporovat českou kulturu a vzdělanost. Se založením Spolku studentských českých vysokých škol pražských v roce 1901 věnoval Josef Hlávka peněžní dar 200 000 rakousko-uherských korun pro stavbu koleje, která měla být výhradně pro nemajetné české studenty s trvale výbornými studijními výsledky a povinnou jednací řečí měla být čeština. Přilákal i mnoho dalších dárců, včetně pražské městské rady, která 6. února 1902 věnovala na stavbu pozemek po zrušené Svatováclavské trestnici a zavázala se i k zavedení elektrického vedení. Stavbu realizovala firma Matěje Blechy a projekt vytvořil Josef Fanta. Sgrafita v průčelí vytvořil Karel Ludvík Klusáček a interiéry vyzdobil František Urban. Slavnostní otevření se odehrálo 20. listopadu 1904 za účasti arcibiskupa a kardinála Lva Skrbenského, který ji posvětil, místodržitele hraběte Karla Maria z Coudenhove a dalších vládních reprezentantů a rektorů vysokých škol. V roce 1906 obdržel Josef Fanta a Matěj Blecha rytířský řád císaře Franze Josefa za zásluhy o výstavbu studentské koleje. Koleje měly 93 dvoulůžkových a 29 jednolůžkových pokojů, čítárnu, knihovnu, hudební zkušebny, hernu, tělocvičnu, fotolaboratoř a lékařskou ordinaci. Součástí kolejí byly i kanceláře, byty pro personál, kuchyně, pekárna, prádelna a sušárna. To vše s elektrickým osvětlením a na tu dobu nevídaným ústředním vytápěním. Studenti povinně a zdarma chodili na hodiny šermu a cizích jazyků. Za byt, otop, světlo, prádlo, ranní a polední jídlo a chléb volně k dispozici platili 12 korun měsíčně.
Jedním ze studentů, který zde byl ubytován, byl i Jan Opletal, který byl během demonstraci 28. října 1939 postřelen a následně zemřel. Jeho pohřeb 15. listopadu 1939 se stal manifestací a byl záminkou pro nacisty, aby 17. listopadu uzavřeli všechny vysoké školy. Zavíraly se i vysokoškolské koleje a Hlávkova studentská kolej byla první. Kolej přepadli asi v půl čtvrté ráno, všechny studenty řevem vyhnali ven a rozdávali rány hlava nehlava. Všichni studenti Hlávkovy koleje spolu s ředitelem ing. Weiserem potom museli nastoupit do připravených autobusů bez sedadel. Ve velké budově jízdárny Ruzyňských kasáren byli rozděleni do dvou skupin. Studenti mladší dvaceti let a zaměstnanci koleje byli z jízdárny odvedeni a večer propuštěni. Studenti, jimž bylo dvacet let a více, nastoupili kolem půlnoci do připraveného vlaku, který je odvezl do koncentračního tábora Sachsenhausen. Budova byla s platností od 16. listopadu 1939 zabavena ze státně bezpečnostních důvodů. Na výslovný příkaz gestapa účetní ředitel prodal zásoby a propustil personál. Během následujícího roku bylo všechno zařízení pokojů i vybavení kuchyně prodáno a zbytek inventáře byl uložen do pěti pokojů. Celá uvolněná budova byla pak stále ještě formálně existujícím Spolkem pronajata Zemskému úřadu.
V roce 1954 byla kolej Josefa Hlávky zabavena a převedena do vlastnictví státu. Nejstarší českou nadaci se však pro její výborné právnické ošetření zrušit nepodařilo. V roce 1975 bylo přistavěno podkrovní patro. Koleje nyní vlastní České vysoké učení technické a její náklady jsou hrazeny především z výnosů zámku Josefa Hlávky v Lužanech u Přeštic a z pražských Nadačních domů ve Vodičkově ulici.

## Popis
Objekt, který de facto tvoří dvě budovy, se na svém půdorysu i v hmotových výškách musel vyrovnat se sousedícím středověkým kostelem sv. Václava na Zderaze. Dvě křídla objektu jsou proto o nestejné výši, opticky pak vše urovnávaly členité štíty a vížky. Štíty i celá průčelí byly navrženy ve stylu české renesance navazující na Hlávkův vlastenecký odkaz. Do Dittrichovy ulice má kolej podobu wiehlovské vily, nad arkýřem v lunetové nice štítu je socha sv. Václava od Čeňka Vosmíka. Program průčelí doplňují sgrafita s motivy studentů, zemských znaků, svatováclavské orlice a nápisů podle Karla Ladislava Klusáčka. Autorem výzdoby interiéru je František Urban. Před vchodem do jídelny byla tzv. hovorna, což byla místnost pro návštěvy, které se musely hlásit ve vrátnici. Návštěvníci, kteří znali čísla pokoje svých známých, šli nahoru bez ohlášení. Pokud tomu tak nebylo, vrátný příslušného studenta zavolal. Herna s kulečníkem a šachovnicemi, v níž se odehrávaly soutěže a turnaje, se nalézala hned vedle hovorny. Sloupový sál velké jídelny s půlkruhově zaklenutými okny do Dittrichovy ulice byl obložený dřevem a ozdobený jednak výmalbou podle návrhu architekta Josefa Fanty a jednak rozměrným triptychem malíře Františka Urbana znázorňujícím Hlávkovu ideu kolejí.